# Георгиос Макропулос
Георгиос Макропулос, известен като капитан Клапас (на гръцки: Γεώργιος Μακρόπουλος, Κλάπας), e гръцки офицер и революционер, капитан на гръцка андартска чета в Централна Македония.

## Биография
Роден е в Суроца. Георгиос Макропулос достига чин младши лейтенант от гръцката армия. През май 1906 година замества капитан Кавондорос в района на Ениджевардарското езеро. Тогава негов секретар е Михаил Анагностакос, с който обаче влиза в сериозен конфликт. Скоро след това в района пристига капитан Панайотис Пападзанетеас, единствено с когото централното тяло на гръцкия македонски комитет започва да комуникира, тъй като Георгиос Макропулос е обвинен от гръцките офицери в района в некадърност, разточителност, безнравственост и инертност. Ръководител на гръцката пропаганда в района фактически става Пападзанетеас, а Георгиос Макропулос се изтегля от Македония в Гърция през септември 1906 година.